# Álvar Fáñez

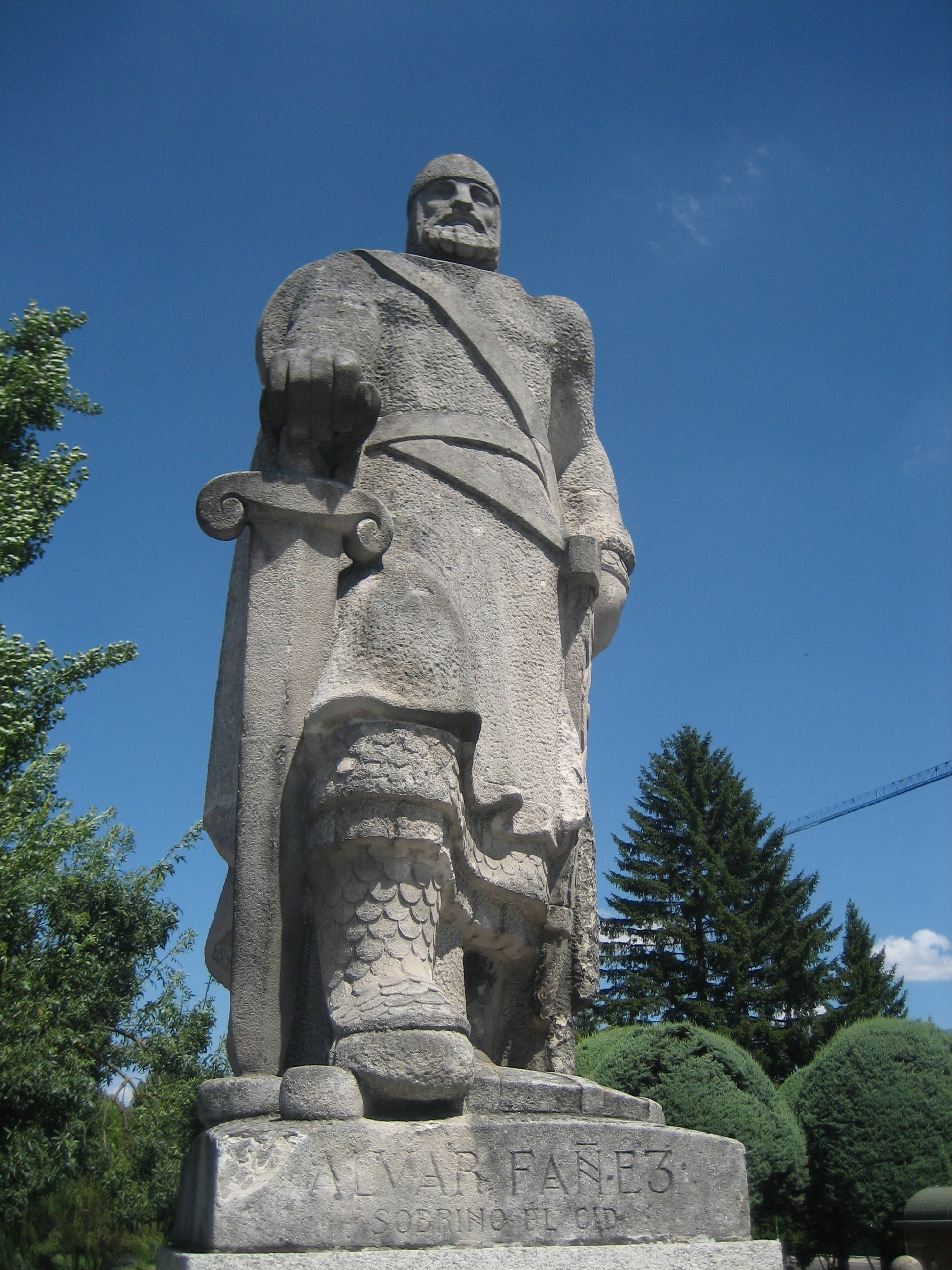
Statue des Álvar Fáñez in Burgos.

Álvar Fáñez, auch Háñez geschrieben, († April 1114 in Segovia) war ein kastilischer Adliger im späten 11. und frühen 12. Jahrhundert.
Im März 1086 beendete Álvar im Auftrag des Königs Alfons VI. von León-Kastilien die Herrschaft der Amiriden in Valencia und installierte dort an deren Stelle Yahya al-Qadir als Vasallen. Während der Invasion der iberischen Halbinsel durch die Almoraviden wurde Álvar 1091 mit einem Heer zur Unterstützung des belagerten Sevilla ausgesandt, erlitt aber in einer Schlacht bei Almodóvar del Río gegen Sir ibn Abi Bakr eine Niederlage. Am 13. Februar 1099 ist Álvar erstmals im Amt des Stadtvorstehers (alcalde) von Toledo urkundlich belegt. Am 29. Mai 1108 kämpfte er in der desaströsen Schlacht von Uclés mit, in welcher der Kronprinz Sancho Alfónsez getötet wurde. Álvar selbst konnte als einer von wenigen vom Schlachtfeld entkommen und die Verteidigung des oberen Tajo-Tals organisieren. Am 22. Juli 1109 war er in León einer der urkundlichen Zeugen der ersten von Königin Urraca ausgestellten Urkunde, die er als „Herzog von Toledo“ (Toletule dux) unterzeichnete, was ihn als militärischen Oberbefehlshaber der Stadt und deren Umland ausweist. Im Kampf gegen die Almoraviden musste er jedoch 1113 den Verlust der strategisch wichtigen Burg Oreja hinnehmen. Im April 1114 wurde Álvar in Segovia während eines Volksaufstandes getötet.
Verheiratet war Álvar mit Mayor Pérez († nach dem 23. April 1148), einer Tochter von Graf Pedro Ansúrez, mit der er zwei Töchter hatte:
- Eilo Álvarez († nach 1156); 1. ⚭ mit Rodrigo Fernández de Castro, 2. ⚭ mit Graf Ramiro Fróilaz.
- Urraca Álvarez († ?); ⚭ mit Graf Rodrigo Vélaz.

Als literarische Figur ist Álvar Fáñez in den Cantar de Mio Cid eingegangen, in dem er als loyaler Freund des Rodrigo Díaz de Vivar („El Cid“) auftritt. In dem Historienfilm El Cid (1961) wird die Rolle des „Fanez“ von dem italienischen Schauspieler Massimo Serato verkörpert.